# آیانا تاکه‌تاتسو
آیانا تاکه‌تاتسو (انگلیسی: Ayana Taketatsu؛ زادهٔ ۲۳ ژوئن ۱۹۸۹) صداپیشه و خواننده اهل ژاپن است.

## زندگی شخصی
تاکه‌تاتسو در سال ۲۰۱۹ و حین تولد ۳۰ سالگی‌اش، در توییتر اعلام کرد که با یوکی کاجی، همکار صداپیشه‌اش ازدواج کرده است.
در ۳۰ ژوئن ۲۰۲۲، تاکه‌تاتسو و کاجی اعلام کردند که در انتظار اولین فرزندشان هستند. او در ۳ نوامبر ۲۰۲۲، تولد دخترش را اعلام کرد.